# طحالب حيمورية
الطحالب الحيمورية (الاسم العلمي: Rhodophytina) هي شعيبة من النباتات الحمراء.

## التصنيف
- الطائفة الحيمورانية
  - الحيموريات
    - الحيمورات
      - الحيمورة
- الطائفة البرفيرانية (Porphyridiophyceae)
- الطائفة الإبريانية (قيلومانية)
  - إبريات الخيوط